# بلدرچین آوازخوان
بلدرچین آوازخوان (نام علمی: Dactylortyx thoracicus) نام یک گونه از تیره بلدرچین بر جدید است.